# Tom Relleen
Tom Relleen (* 1978; † 23. August 2020 in London) war ein britischer Fusionmusiker (Bassgitarre, Komposition).

## Wirken
Relleen arbeitete als Musiker seit 2013 in der Band The Oscillation. Seit 2014 bildete er zudem mit der Schlagzeugerin und Vibraphonistin Valentina Magaletti das Duo Tomaga, das mit Acts wie Stereolab, Wire, Thurston Moore, Faust, Lee Ranaldo, und Silver Apples tourte und „eine beeindruckende Diskographie vorlegte.“
2020 produzierte Relleem zusammen mit Demian Castellanos unter dem Namen Autotelia ein Album. 2023 erschien postum gemeinsam mit Marta Salogni das Album Music for Open Spaces. Gemeinsam mit Andrew Bunsell betrieb er das Projekt Staran Wake. Er ist auch auf Alben von Papivores zu hören. Relleen starb an den Folgen einer Magenkrebserkrankung.